# Programowanie liniowe
Programowanie liniowe – klasa problemów programowania matematycznego, w której wszystkie warunki ograniczające oraz funkcja celu mają postać liniową. Warunki ograniczające mają postać:
{\displaystyle a_{1}x_{1}+a_{2}x_{2}+\ldots +a_{n}x_{n}\geqslant \alpha ,}
{\displaystyle a_{1}x_{1}+a_{2}x_{2}+\ldots +a_{n}x_{n}\leqslant \alpha ,}
{\displaystyle a_{1}x_{1}+a_{2}x_{2}+\ldots +a_{n}x_{n}=\alpha .}
Mamy zmaksymalizować lub zminimalizować funkcję celu, również liniową:
{\displaystyle f=\alpha +c_{1}x_{1}+c_{2}x_{2}+\ldots +c_{n}x_{n}.}
Zmienne {\displaystyle x_{i}} są liczbami rzeczywistymi.
Nie zawsze taki problem ma jakiekolwiek rozwiązanie, np.:
{\displaystyle x_{1}\geqslant 2,}
{\displaystyle x_{1}\leqslant 1.}
Być może też żadne rozwiązanie nie jest optymalne, ponieważ potrafimy uzyskać dowolnie dużą wartość funkcji celu, np.:
Zmaksymalizuj {\displaystyle f=x_{1}} przy warunku
{\displaystyle x_{1}\geqslant 10.}
Programowanie liniowe znalazło szerokie zastosowanie w teorii decyzji, np. do optymalizacji planu produkcyjnego. Wiele problemów optymalizacyjnych znajduje rozwiązanie poprzez sprowadzenie ich do postaci problemu programowania liniowego.

## Postać standardowa
Postać standardowa to taka, w której funkcja celu ma być maksymalizowana. Występują tylko warunki postaci:
{\displaystyle a_{1}x_{1}+a_{2}x_{2}+\ldots a_{n}x_{n}\leqslant \alpha }
oraz na każdą zmienną nałożony jest warunek:
{\displaystyle x_{i}\geqslant 0.}
Można więc zapisać:
{\displaystyle {\begin{array}{l}a_{11}x_{1}+a_{12}x_{2}+\ldots a_{1n}x_{n}\leqslant b_{1},\\a_{21}x_{1}+a_{22}x_{2}+\ldots a_{2n}x_{n}\leqslant b_{2},\\\ldots \\a_{m1}x_{1}+a_{m2}x_{2}+\ldots a_{mn}x_{n}\leqslant b_{m},\\[.7em]x_{1},x_{2},\dots ,x_{n}\geqslant 0,\end{array}}}
czyli ograniczenia w postaci standardowej można w sposób ogólny zapisać bardziej zwięźle:
{\displaystyle {\begin{aligned}\sum _{j=1}^{n}a_{ij}x_{j}&\leqslant b_{i}&\quad {\textrm {dla}}\quad i&=1,\dots ,m,\\x_{j}&\geqslant 0&\quad {\textrm {dla}}\quad j&=1,\dots ,n.\end{aligned}}}
Jeszcze zwięźlej ujmuje się to zagadnienie w postaci macierzowej:
Zmaksymalizować funkcję celu {\displaystyle z(\mathbf {x} )}
{\displaystyle z(\mathbf {x} )=\mathbf {c} ^{T}\mathbf {x} }
przy ograniczeniach
{\displaystyle {\begin{aligned}\mathbf {A} \mathbf {x} \leqslant \mathbf {b} ,\\\mathbf {x} \geqslant \Theta ,\end{aligned}}}
gdzie:
{\displaystyle {\begin{aligned}\mathbf {c} &=(c_{j})_{j=1,\dots ,n}\in \mathbb {R} ^{n},\\\mathbf {b} &=(b_{i})_{i=1,\dots ,m}\in \mathbb {R} ^{m},\\\mathbf {x} &=(x_{i})_{i=1,\dots ,n}\in \mathbb {R} ^{n},\\\Theta &=(0,\dots ,0)\in \mathbb {R} ^{n}\\\mathbf {A} &=(a_{ij})_{i=1,\dots ,m;j=1,\dots ,n}\in \mathbb {R} ^{m\times n}.\end{aligned}}}

## Sprowadzanie do postaci standardowej
Żeby przekształcić problem do postaci standardowej, zamiany minimalizacji na maksymalizację oraz warunków mniejsze-równe na większe-równe, dokonuje się przez zamianę znaków przy współczynnikach.
Jeśli mamy warunek:
{\displaystyle a_{1}x_{1}+a_{2}x_{2}+\ldots a_{n}x_{n}=\alpha ,}
to jest on równoważny parze warunków:
{\displaystyle a_{1}x_{1}+a_{2}x_{2}+\ldots a_{n}x_{n}\geqslant \alpha ,}
{\displaystyle a_{1}x_{1}+a_{2}x_{2}+\ldots a_{n}x_{n}\leqslant \alpha ,}
czyli:
{\displaystyle a_{1}x_{1}+a_{2}x_{2}+\ldots a_{n}x_{n}\geqslant \alpha ,}
{\displaystyle -a_{1}x_{1}+-a_{2}x_{2}-\ldots a_{n}x_{n}\geqslant -\alpha .}
Jeśli na zmienną {\displaystyle x_{i}} nie ma ograniczenia, że musi przyjmować tylko wartości dodatnie, wprowadzamy 2 nowe zmienne {\displaystyle x_{i}'} i {\displaystyle x_{i}''} i zamieniamy wszystkie wystąpienia tej zmiennej na {\displaystyle x_{i}'-x_{i}''.} Na obie nowe zmienne możemy już nałożyć ograniczenie, że są one nieujemne.

## Postać równościowa
Postać równościowa (kanoniczna) to taka, w której funkcja celu ma być zmaksymalizowana, wszystkie warunki są równościami, a na wszystkie zmienne nakłada się warunek, że są nieujemne.
Żeby pozbyć się nierówności:
{\displaystyle a_{1}x_{1}+a_{2}x_{2}+\ldots a_{n}x_{n}\geqslant \alpha ,}
wprowadzamy nową zmienną {\displaystyle s,} która może przyjmować tylko wartości nieujemne i przekształcamy równanie do postaci:
{\displaystyle a_{1}x_{1}+a_{2}x_{2}+\ldots a_{n}x_{n}=\alpha +s,}
{\displaystyle a_{1}x_{1}+a_{2}x_{2}+\ldots a_{n}x_{n}-s=\alpha }
i analogicznie dla mniejsze-równe, z odwróconym znakiem.
Zwykle chcemy przepisać te równania do postaci:
{\displaystyle x_{i}=\alpha _{i}+\sum _{j=1}^{n}c_{ij}x_{j}}
tak, że zmienne występujące po lewej stronie równań nie występują nigdzie indziej (ani po prawej stronie równań, ani w funkcji celu).
Z układem takim wiąże się rozwiązanie podstawowe – takie, w którym wszystkie zmienne oprócz lewostronnych mają przypisaną wartość zero, natomiast wszystkie lewostronne oraz funkcja celu mają wartość równą wartości odpowiednich stałych.
{\displaystyle f=2-x_{1}+x_{2},}
{\displaystyle x_{4}=5+2x_{2}-x_{3},}
{\displaystyle x_{5}=-2-x_{1}+{\frac {1}{2}}x_{3}.}
Rozwiązaniem podstawowym tego układu jest (0, 0, 0, 5, −2), i wartością funkcji celu jest 2.
Rozwiązanie podstawowe nie zawsze musi spełniać wszystkie warunki nieujemności (w tym przypadku niespełniony jest warunek na {\displaystyle x_{5}}). Przekształcenie równania, które zachowuje zbiór prawidłowych rozwiązań może zmieniać nam rozwiązanie podstawowe – taka jest zresztą idea podstawowego algorytmu programowania liniowego, algorytmu sympleksu.